# (5960) Wakkanai
(5960) Wakkanai (1989 US) – planetoida z grupy pasa głównego asteroid okrążająca Słońce w ciągu 3,24 lat w średniej odległości 2,19 j.a. Odkryta 21 października 1989 roku.